# Xerox DocuShare
Xerox DocuShare – rodzina aplikacji stworzonych w oparciu o platformę internetową, służąca do zarządzania informacją w przedsiębiorstwie.  Xerox DocuShare pozwala organizacjom dowolnej wielkości na archiwizację, dystrybucję, zarządzanie i przetwarzanie informacji.
DocuShare przechowuje dokumenty w dowolnym formacie, w tym zeskanowane obrazy, tekstowe dokumenty elektroniczne, grafikę, obrazy ruchome – wideo, faksy i pocztę elektroniczną w naturalnym i niezmienionym formacie.
DocuShare w standardzie oferuje mechanizmy pobierania zeskanowanych dokumentów, pełnotekstowego indeksowania dokumentów w celu szybkiego wyszukiwania, kontrolę wersji i własny mechanizm zabezpieczeń dostępu przy zarządzaniu dokumentami możliwość umieszczania komentarzy, tworzenia kalendarzy, blogów i wiki wykorzystywanych do pracy grupowej oraz budowania wieloetapowych ścieżek akceptacji dla elektronicznego obiegu dokumentów.
Dla niektórych dokumentów tekstowych realizuje możliwość automatycznego generowania podsumowania dokumentu lub możliwość generowania przez serwer podglądu w formacie HTML lub PDF czy obsługę miniatur przy publikowaniu grafiki.
Wykorzystywany do indeksowania DocuShare silnik Autonomy (Verity) K2 uwzględnia polską składnię językową z właściwą odmianą przy przeszukiwaniu treści.  Autorem polskiego interfejsu użytkownika jest firma XSystem S.A..